# Фосфатодрако
Фосфатодрако (лат. Phosphatodraco, буквально: фосфатный дракон) — род птерозавров семейства аждархид, живших во времена познемеловой эпохи (поздний маастрихт) на территории современного Марокко. Включает единственный вид — Phosphatodraco mauritanicus. Ископаемые остатки найдены в фосфатном бассейне Oulad (или Qualad) Abdoun, возле города Хурибга, что отражено в названии рода.
Фосфатодрако описан по голотипу OCP DEK/GE 111, найденному в 2000 году и состоящему из пяти расчленённых, сжатых и повреждённых шейных позвонков и одной кости неизвестного происхождения. Считается, что шейные позвонки представляют собой серию с пятого (самый длинный с длиной тридцать сантиметров) по девятый. Особь, которой принадлежала шея, имела бы размах крыльев около пяти метров. Для аждархид весьма необычно иметь удлинённые позвонки у основания шеи, причём, с остистыми отростками; шея также является одной из самых полных среди найденных окаменелых останков аждархид. Фосфатодрако был одним из последних птерозавров, живших перед мел-палеогеновым вымиранием и является первым аждархидом, найденным в Северной Африке.